# Rio Jacaré (Minas Gerais)

O rio Jacaré é um curso de água do estado de Minas Gerais, Brasil. É um dos afluentes do Rio Grande.
Sua nascente se localiza no limite dos municípios de São Tiago e Oliveira. Banha os municípios de São Tiago, Oliveira, São Francisco de Paula, Campo Belo, Cana Verde e a sede do município de Santana do Jacaré. Na fronteira dos municípios de Campo Belo e Cana Verde, o rio Jacaré tem sua foz no Rio Grande, formando o reservatório da Usina Hidrelétrica de Furnas.